# Balogh István (labdarúgó, 1912)
Balogh István, (Budapest, 1912. szeptember 21. – Budapest, 1992. október 27.) világbajnoki ezüstérmes labdarúgó, edző. A sportsajtóban Balogh I-ként volt ismert.

## Pályafutása

### Játékosként
1927-ben a Pestújhelyi SC-ben kezdte a labdarúgást. Az Újpest csapatában mutatkozott be az élvonalban, ahol egész pályafutása alatt játszott és 231 bajnoki mérkőzésen szerepelt, mint balfedezet. 4-szeres bajnok, 4-szeres bajnoki ezüst- és 2-szeres bajnoki bronzérmes volt a lila-fehérekkel. 1946-ban fejezte be az aktív labdarúgást.

### A válogatottban
1937 és 1940 között 13 alkalommal szerepelt a válogatottban. Tagja volt az 1938-as franciaországi világbajnokságon ezüstérmet szerzett csapatnak.

### Edzőként
1948–49-es és 1958–59-es idényekben az Újpest vezetőedzője volt és 62 bajnoki mérkőzésen irányította a csapatot. Ezt követően évekig a Bp. Vasas Izzónál dolgozott.

## Sikerei, díjai

### Játékosként
- Világbajnokság
  - ezüstérmes: 1938, Franciaország
- Magyar bajnokság:
  - bajnok: 1934-35, 1938-39, 1945-tavasz, 1945-46
  - 2.: 1935-36, 1937-38, 1940-41, 1941-42
  - 3.: 1936-37, 1939-40
- Közép-európai Kupa (KK)
  - győztes: 1939
- Az Újpesti Dózsa örökös bajnoka: 1975

## Statisztika

### Mérkőzései a válogatottban
| Magyarország | Magyarország       | Magyarország                    | Magyarország  | Magyarország | Magyarország  | Magyarország    | Magyarország | Magyarország |
| #            | Dátum              | Helyszín                        | Hazai         | Eredmény     | Vendég        | Kiírás          | Gólok        | Esemény      |
| ------------ | ------------------ | ------------------------------- | ------------- | ------------ | ------------- | --------------- | ------------ | ------------ |
| 1.           | 1937. október 10.  | Bécs, Práter-stadion            | Ausztria      | 1 – 2        | Magyarország  | Európa-kupa     | -            |              |
| 2.           | 1938. március 20.  | Nürnberg                        | Németország   | 1 – 1        | Magyarország  | barátságos      | -            |              |
| 3.           | 1938. március 25.  | Budapest, Hungária körúti pálya | Magyarország  | 11 – 1       | Görögország   | vb-selejtező    | -            |              |
| 4.           | 1938. június 5.    | Reims (FRA)                     | Magyarország  | 6 – 0        | Holland India | vb-nyolcaddöntő | -            |              |
| 5.           | 1939. március 16.  | Párizs, Parc des Princes        | Franciaország | 2 – 2        | Magyarország  | barátságos      | -            |              |
| 6.           | 1939. március 19.  | Cork                            | Írország      | 2 – 2        | Magyarország  | barátságos      | -            |              |
| 7.           | 1939. április 2.   | Zürich, Hardturm-stadion        | Svájc         | 3 – 1        | Magyarország  | barátságos      | -            |              |
| 8.           | 1939. május 18.    | Budapest, Hungária körúti pálya | Magyarország  | 2 – 2        | Írország      | barátságos      | -            |              |
| 9.           | 1939. június 8.    | Budapest, Üllői úti pálya       | Magyarország  | 1 – 3        | Olaszország   | barátságos      | -            |              |
| 10.          | 1939. november 12. | Belgrád, BSK Stadion            | Jugoszlávia   | 0 – 2        | Magyarország  | barátságos      | -            |              |
| 11.          | 1940. március 31.  | Budapest, Üllői úti pálya       | Magyarország  | 3 – 0        | Svájc         | Európa-kupa     | -            |              |
| 12.          | 1940. április 7.   | Berlin, Olimpiai Stadion        | Németország   | 2 – 2        | Magyarország  | barátságos      | -            |              |
| 13.          | 1940. május 2.     | Budapest, Üllői úti pálya       | Magyarország  | 1 – 0        | Horvátország  | barátságos      | -            |              |
|              | Összesen           |                                 |               | 13           | mérkőzés      |                 | 0            | gól          |